# David Silva
David Josué Jiménez Silva, född 8 januari 1986 i Arguineguín på Kanarieöarna, är en spansk före detta fotbollsspelare.

## Klubbkarriär

### Valencia
David Silvas fotbollsintresse kom tidigt, pappan spelade i ett lokalt lag och tog ofta med sin son på träningar och matcher. Davids första fotbollsår tillbringade han i C.D. San Fernando de Maspalomas. Han utmärkte sig inte som lagets målskytt utan låg istället bakom många mål som framspelare till lagkamraten Giorgio som ingen tvivlade skulle bli proffspelare en dag. Lagkamraten och mittbacken Aytami lyckades även han bli proffs i Deportivo la Coruña. Detta pojklag i benjamines tränades hårt av sina tränare och lyckades bli ett av de mest framträdande publiklag i mitten av 90-talet. Flera hundra åskådare hejade och följde dessa 8-åringar runt i södra Spanien på deras matcher som nådde makalösa resultat. Giorgio gjorde till exempel över 100 mål i serien. Redan som 12-åring provspelade Silva för den spanska storklubben Real Madrid – han fick avslag, men året efter visade både FC Barcelona och Valencia sitt intresse. Som 13-åring reste Silva ensam till Valencia för att börja spela i Valencias ungdomsakademi. 
Säsongerna 2004/05 och 2005/06 var Silva utlånad till SD Eibar respektive RC Celta de Vigo där han gjorde sin ligadebut för Eibar. 
2006 kom Silva tillbaka till Valencia som en av klubbens mest lovande unga spelare. Efter att ha tackat nej till ett antal bud från engelska Tottenham signerade spanjoren den 21 juni 2007 ett 7 år långt kontrakt med Valencia. David utpräglade sig under två säsonger som en av Valencias kuggar med sin snabbhet och fantastiska teknik. Under EM i Schweiz/Österrike fick han en central roll i det spanska mittfältet och var en av lagets bästa spelare under turneringen som Spanien vann. Efter långa spekulationer om ett eventuellt byte av klubb följande Silvas lyckade EM och Valencias dåliga ekonomi, skrev han den 13 augusti 2008 på en förlängning av sitt kontrakt med ytterligare 5 år. Detta presenterades officiellt av Valencias vicepresident Fernando Colomer Gomez för media i sällskap med Silvas agent och representanter.

### Manchester City
Den 30 juni 2010 offentliggjorde Manchester City via sin officiella hemsida att man hade kommit överens med Silva och Valencia om en övergång som skall slutföras efter att VM 2010 är över. Övergången slutfördes den 14 juli efter att Silva genomgått den obligatoriska läkarundersökningen. Silva skrev den 17 september 2012 på ett nytt fem års kontrakt med Manchester City som sträcker sig fram till sommaren 2017.

### Real Sociedad
Den 17 augusti 2020 värvades Silva av Real Sociedad, där han skrev på ett tvåårskontrakt.
Efter att ha dragit på sig en allvarlig knäskada avslutade Silva spelarkarriären den 27 juli 2023.

## Landslagskarriär
Silva spelade sin första landskamp år 2003 i U17-VM i Finland. I debutmatchen mot Sydkorea gjorde spanjoren ett hattrick och Spanien skulle senare komma att sluta tvåa i turneringen.
Som 19-åring deltog Silva i Fifa World Youth Championship. Han gjorde fyra mål och hamnade på en delad fjärdeplats i skytteligan.
Den 15 november 2006 debuterade han för spanska A-landslaget i en vänskapsmatch mot Rumänien.
Den 13 augusti 2018 meddelade Silva att han slutar i det spanska landslaget. Han gjorde 35 mål på 125 matcher och vann ett VM-guld (2010) och två EM-guld (2008 och 2012).

## Meriter
Valencia
- Spanska cupen: 2007/2008

Manchester City
- Premier League: 2011/2012, 2013/2014, 2017/2018, 2018/2019
- FA-cupen: 2010/2011, 2018/2019
- Engelska Ligacupen: 2013/2014, 2015/2016, 2017/2018, 2018/2019
- FA Community Shield: 2012, 2018

Spanien
- U19-EM i fotboll 2014 : U19-Europamästare 2004
- EM i fotboll 2008 : Europamästare 2008
- VM i fotboll 2010 : Världsmästare 2010
- EM i fotboll 2012 : Europamästare 2012